# Sayeret Matkal

Stema Sayeret_Matkal

Comandoul Statului Major, sau Unitatea 269, mai cunoscut sub numele de Sayeret Matkal, este principala unitate de recunoaștere a Direcției de Informații Militare din Israel.
În primul rând, este o unitate de colectare a informațiilor pe teren, care efectuează recunoaștere profundă în spatele liniilor inamice pentru a obține informații strategice. Sayeret Matkal este de asemenea, însărcinat cu lupta împotriva terorismului și eliberarea ostaticilor dincolo de granițele Israelului. Unitatea este modelată după Serviciul Aerian Special  (SAS) al Armatei Britanice, având ca motto al unității „Cine îndrăznește, învinge”. 
Unitatea este echivalentul israelian al 1st SFOD-D (Delta Force) din SUA.  Este direct subordonată Direcției de informații militare a IDF.

## Istoric
În 1954, prima unitate specială de operațiuni a Israelului - Unitatea 101 - a fost dizolvată în urma crizei provocate de masacrul de la Qibya. Acest fapt a lăsat IDF-ul fără o unitate dedicată forțelor speciale, alta decât Shayetet 13 al Marinei, o unitate de comandă navală care nu a putut înlocui complet Unitatea 101. 
În 1957, Avraham Arnan (născut Herling), fost student la Yeshiva și luptător Palmach, a depus o cerere la Statul Major General să creeze o unitate care să poată fi expediată pe teritoriul inamic pentru a efectua misiuni secrete. Ideea lui Arnan (susținută de David Ben-Gurion și Yitzhak Rabin) a fost aceea, de a crea o unitate care să recruteze numai pe cei mai buni și mai străluciți dintre tinerii israelieni. 
Luptătorii potențiali trebuiau să fie aleși personal, ca fiind din punct de vedere fizic și intelectual cei mai buni soldați disponibili. Inițial, parte a Unității 157 a lui AMAN, Sayeret Matkal a început să opereze independent un an mai târziu ca forța de operațiuni speciale a Statului Major, modelată după serviciul britanic special de aer. Membrii unității au fost instruiți de către urmăritorii beduini pentru a căpăta o mai bună înțelegere a adversarilor lor. 
Înființată la un an după formarea escadrilei de elicoptere din Israel, cooperarea strânsă dintre cele două unități a permis lui Sayeret Matkal să se deplaseze mai mult și mai adânc pe teritoriul arab decât predecesorului său. Viziunea lui Arnan pentru Sayeret Matkal (el fiind primul comandant al unității), era o unitate care trebuia să efectueze culegere de informații strategice și alte operațiuni; ca atare, urma să-și primească misiunile numai de la Statul Major General. Sayeret Matkal ar fi evaluat de asemenea, noi arme și doctrine, care ar fi putut avea influență asupra întregii armate. 
La începutul anilor 1960, Sayeret Matkal a efectuat mai multe operațiuni de culegere de informații în Peninsula Sinai - ultima fiind lansată cu doar patru luni înainte de izbucnirea Războiului de șase zile. 
Dar, datorită pregătirii extinse, planificării și pregătirii care trebuia făcută înainte de misiunile sale, Sayeret Matkal a ajuns să nu vadă nicio acțiune în timpul războiului. Cu toate acestea, a fost angajat extensiv în Războiul de Uzură care a urmat. 
După 1967, odată cu creșterea terorismului arab, comise de grupuri precum Organizația pentru Eliberarea Palestinei (OEP), Sayeret Matkal a început să dezvolte primele tehnici de eliberare de ostatici și de combatere a terorismului în lume. Începând cu Operațiunea Izotop, unitatea a efectuat mai multe operațiuni spectaculoase, care l-au împins în lumina reflectoarelor ca fiind o unitate "de parașutiști de elită" (existența lui Sayeret Matkal era clasificată în acel moment). 
În 1972, înainte de Masacrul de la München, agenții Sayeret Matkal au fost trimiși în Germania de Vest pentru a coopera cu autoritățile germane și, dacă este necesar, să efectueze ei înșiși salvare de ostatici. Dar sfaturile lor nu au fost luate în seamă. În operațiunea ulterioară Operațiunea Mânia lui Dumnezeu, Sayeret Matkal a lovit OEP în Beirut. 

Războiul de Iom Kipur din 1973 a adus o schimbare profundă în unitate. Cu Israelul luptându-se pe două fronturi și Statul Major ocupat cu gestionarea războiului, Sayeret Matkal sa aflat fără misiuni de îndeplinit.

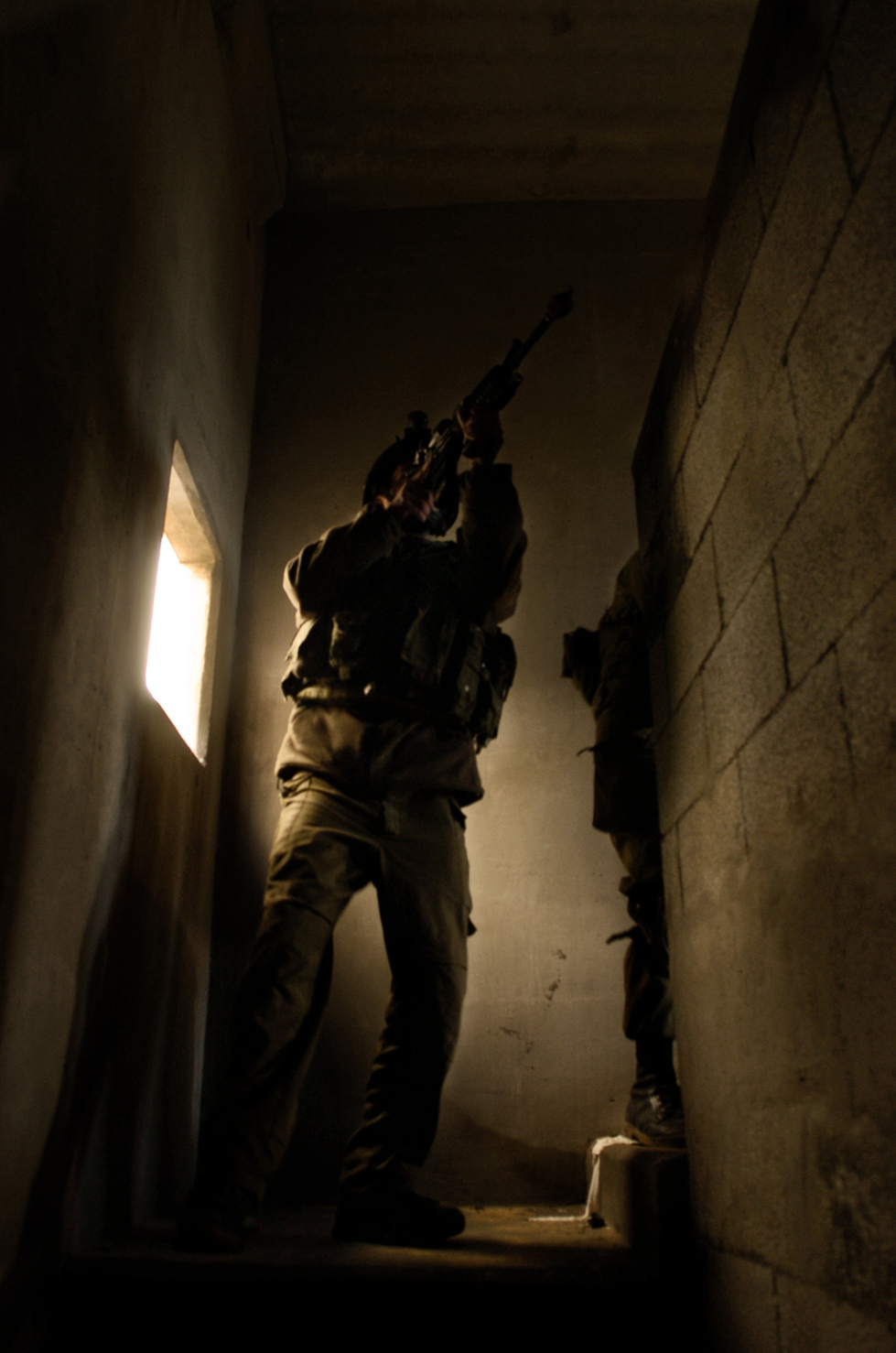
Soldat din Sayeret Matkal

Agenții Sayeret Matkal s-au împărțit apoi în două tabere: aceia care credeau că unitatea ar trebui să fie ținută în rezervă și să nu fie trimisă ușor în misiuni în care ar fi putut suferi pierderi grele și pe aceia care doreau să intre în acțiune, chiar dacă aceasta însemna misiuni cu puțină planificare și mai asemănătoare cu o forță de comando decât cu Sayeret Matkal orientat strategic. Acesta din urmă a predominat, iar Sayeret Matkal a fost însărcinat cu operațiuni pe ambele fronturi. După război, Sayeret Matkal a început să elaboreze planuri de război în avans, astfel încât atunci când a venit războiul, unitatea putea intra imediat în acțiune fără a aștepta ordinele și misiunile Statului Major. O companie de rezervă a lui Sayeret Matkal a fost desemnată special pentru cooperare cu Forțele Aeriene Israeliene, demonstrată de lipsa războiului. Acesta a evoluat mai târziu în Unitatea Shaldag. 
În 1974, Sayeret Matkal a suferit o lovitură puternică atunci când o încercare de salvare a eșuat, și a dus la Masacrul de la Ma'alot. Dezastrul a dus la crearea Yamam-ului pentru a se ocupa de misiunile interne de combatere a terorismului / salvare de ostatici, în timp ce Sayeret Matkal se va concentra pe lupta contra terorismului / salvarea ostaticilor în afara țării. 
Doi ani mai târziu, pe 4 iulie 1976 a venit cea mai faimoasă misiune a unității, când a condus Operațiunea Entebbe pentru a salva ostaticii ținuți în Uganda de cel puțin șase palestinieni și doi teroriști germani susținuți de soldați ugandezi obișnuiți. Misiunea a fost un succes răsunător, deși au fost uciși trei ostatici, precum și comandantul unității, locotenentul colonel Yonatan Netanyahu. 
Deși este o unitate de top secret, Sayeret Matkal a avut o influență extraordinară asupra Armatei Israelului. A fost inițiatorul și dezvoltatorului tehnicilor de infiltrare cu elicoptere. În plus, folosirea extensivă a pistolului mitralieră Uzi i-a determinat să convingă industria de producția armamentului să producă un Uzi pliabil pentru o precizie sporită, menținând în același timp dimensiunile sale reduse.

## Recrutare și instruire
Unitatea a fost păstrată secret în timpul primilor ei ani și simpla sa existență nu a fost niciodată recunoscută oficial până în anii 1980.  Cele mai multe dintre operațiunile și capacitățile sale sunt considerate clasificate până în prezent.   Luptătorii și comandanții au fost aleși selectiv, pe baza cunoștințelor personale și a referințelor. Din anii 1970, deși încă era secretă, unitatea s-a deschis recruților voluntari. De două ori pe an organizează o tabără de selecție notoriu de obositoare (Gibush) pentru potențiali recruți, care durează câteva zile nedormite. Recruții sunt monitorizați constant de medici și psihologi. Sunt admiși cei care trec cu notă de trecere. În anii 1990, această practică de selecție a fost preluată de alte forțe speciale ale IDF (Sayeret).
Cerințele de bază pentru a fi considerat capabil de a servi în unitate sunt un profil medical cu punctaj de 97 (fără clauze de descalificare), o categorie de calitate ("kaba") de 52 puncte sau mai mult și o notă psihotehnică inițială ("dapar") de 50 puncte sau mai multe. Odată admiși în unitate, antrenamentul recruților durează aproximativ doi ani , cu accent puternic pe arme de calibru mic, arte marțiale, navigație, camuflaj, recunoaștere și alte abilități necesare supraviețuirii în spatele liniilor inamice. Ei trebuie să finalizeze Marșul Beretelor de 120–150 de kilometri în ultimele patru zile pentru a-și primi bereta roșie. 
Regimul de antrenament constă în următoarele:
- Patru luni de pregătire de bază de infanterie, desfășurată în baza de pregătire de bază a parașutiștilor; face parte din rutina obișnuită de antrenament de bază a parașutiștilor.[5]
- Două luni de pregătire avansată de infanterie, în cadrul unității.[5]
- Curs de trei săptămâni de parașutism la Școala de Parașutism IDF.[5]
- Curs de cinci săptămâni de combatere a terorismului (CT) la Școala de Luptă Contra Terorismului al IDF, urmat de mai multe antrenamente contra terorismului în unitatea.[5]
- Restul antrenamentului este dedicat pregătirii de patrulare de recunoaștere la distanță lungă, și mai ales navigației/orientare, care are o importanță vastă în unitate. În timp ce cea mai mare parte a antrenamentului de orientare se desfășoară în perechi din motive de siguranță, ca în orice altă unitate din IDF, Sayeret Matkal este una dintre puținele unități IDF care efectuează exerciții de navigație individuale pe rază lungă.[5]